# Santa Ana, Tlalixcoyan
Santa Ana är en ort i Mexiko.   Den ligger i kommunen Tlalixcoyan och delstaten Veracruz, i den sydöstra delen av landet, 300 km öster om huvudstaden Mexico City. Santa Ana ligger 19 meter över havet och antalet invånare är 301.
Terrängen runt Santa Ana är mycket platt, och sluttar österut. Runt Santa Ana är det ganska glesbefolkat, med 43 invånare per kvadratkilometer. Närmaste större samhälle är Tlalixcoyan, 10,6 km nordost om Santa Ana. Omgivningarna runt Santa Ana är en mosaik av jordbruksmark och naturlig växtlighet.